# José Rafael Lantigua
José Rafael Lantigua (* 17. September 1949 in Santo Domingo) ist ein dominikanischer Journalist, Schriftsteller, Literaturkritiker und Politiker.
Lantigua besuchte die Escuela Juan Crisóstomo Estrella und das Liceo Secundario Domingo Faustino Sarmiento seiner Heimatstadt. Ab 1972 studierte er an der Universidad Nacional Pedro Henríquez Ureña in Santo Domingo Erziehungswissenschaft mit dem Schwerpunkt Literatur sowie Management in den Bereichen Werbung, Öffentlichkeitsarbeit, Kommunikation und Personalpolitik. Er hatte mehrere Jahre leitende Funktionen in Banken und multinationalen Unternehmen inne und war Gründer und Leiter der JRLantigua & Asociados, y Platinum Events Ltd. . Außerdem war er mehrere Jahre Koproduzent der von Miguel Guerrero geleiteten Fernsehsendung Para Todos.
Zwanzig Jahre lang leitete er die Beilage Biblioteca, die bei den Zeitschriften El Nuevo Diario, Ultima Hora und Listín Diario veröffentlicht wurde. Er fungierte von 1997 bis 2000 als Präsident der Ständigen Kommission der Feria del Libro und war Gründer der Feria Internacional del Libro in Santo Domingo, die er zwölf Jahre lang leitete. Weiterhin war er u. a. Präsident des Nationalrates für Kultur und der Nationalen Kommission bei der UNESCO und von 2004 bis 2012 Minister für Kultur der Dominikanischen Republik.
1976 gewann er anlässlich des 100. Geburtstages von Juan Pablo Duarte den Premio Nacional de Ensayo, 1988 den Premio Nacional de Periodismo. Für seine Verdienste um die Verbreitung der dominikanischen Literatur wurde er 1999 mit dem Caonabo de Oro ausgezeichnet.

## Werke
- Domingo Moreno Jiménes, biografía de un poeta, fünf Auflagen 1976, 1980, 1984, 1996, 2006
- Sobre un tiempo de esperanzas, Gedichte, 1982–1986
- Duarte en el Ideal: Hacia una revalorización del ideal duartiano, 1985, 1999
- Semblanzas del corazón. Memorias y nostalgias., 1985, 2001
- El oficio de la palabra (Conversaciones literarias), 1995, 2007
- La conjura del tiempo. Memorias del hombre dominicano., 1994, 1996, 2007, 2011
- Islas en el Sol. Antología del cuento cubano y dominicano (mit Francisco López Sacha), 1999
- Miroirs de la Caraibe. Douze poetes de Saint-Domingue, 2000
- Los júbilos íntimos, Gedichte, 2003, 2007
- Buscando tiempo para leer. Los 10 derechos del posible lector., 1995, 1996, 2000, 2006, 2011
- El niño que no pudo ser censado (Cuento de Navidad), 2009, 2011
- Venir con cuentos. Muestrario del cuento dominicano, 2012
- La conducta literaria. El discurso fundacional, 2008
- Crónica de arte o el arte de la inducción cultural, 2009
- La palabra para ser dicha, 2012
- Territorio de Espejos, 2013
- La fatiga invocada, Gedichte, 2014
- Espacios y resonancias, 2015
- Cuaderno de sombras, Gedichte, 2015
- Duarte para jóvenes, 2016
- Un encuentro con el Comandante. Letras racionadas, 2016

## Quelle
- EcuRed: José Rafael Lantigua

| Personendaten    | Personendaten                                                               |
| ---------------- | --------------------------------------------------------------------------- |
| NAME             | Lantigua, José Rafael                                                       |
| KURZBESCHREIBUNG | dominikanischer Journalist, Schriftsteller, Literaturkritiker und Politiker |
| GEBURTSDATUM     | 17. September 1949                                                          |
| GEBURTSORT       | Santo Domingo                                                               |